# Adanely Núñez
Adanely Núñez (10 de febrero de 1979) es una actriz y conductora mexicana.

## Biografía
Adanely Núñez nació en Guadalajara, Jalisco. Egresada del Centro de Educación Artística de Televisa (CEA).
Núñez comenzó su carrera en televisión en 2003 en la telenovela de Televisa Bajo la misma piel, junto a Kate del Castillo. Un año más tarde protagoniza La telenovela colombiana Amor de mis amores. 
En 2007 participa un cortometraje llamado Expresso donde interpreta a una muchacha italiana. Luego en 2008 participa en la telenovela Querida enemiga, con Ana Layevska, Carmen Becerra y Gabriel Soto. Ese mismo año interpreta a "Ana Gregoria Bravo" en la telenovela Mañana es para siempre, junto a Lucero, Silvia Navarro, Fernando Colunga, entre otros. 
En 2009 interpreta a "Corina" en la telenovela Atrévete a soñar, junto a Danna Paola, René Strickler y Vanessa Guzmán. Un año después interpreta a "Engracia" en la telenovela Zacatillo, un lugar en tu corazón, con Ingrid Martz y Jorge Aravena. 
Luego en 2011, aparece en la serie El equipo en el papel de Lucila, ese mismo año actúa en Amorcito corazón como Adela, y en La que no podía amar como Carmen. En 2012, participa en Cachito de cielo donde interpreta a Julia. En 2015, reaparece en las telenovelas como "Gisela" en A que no me dejas, apareciendo en las dos etapas de la telenovela con Camila Sodi y Arturo Peniche.

## Trayectoria

### Telenovelas
- Vivir de amor (2024) - Guadalupe Méndez Trejo de Farías
- Vencer el miedo (2020) - Mabel Garza de Cifuentes[9]
- Mujeres de negro (2016) - Rebeca
- A que no me dejas (2015-2016) - Gisela Santos de Córdova
- Cachito de cielo (2012) - Julia
- La que no podía amar (2011-2012) - Carmen
- Amorcito corazón (2011-2012) - Adela
- Zacatillo, un lugar en tu corazón (2010) - Engracia
- Atrévete a soñar (2009) - Corina
- Mañana es para siempre (2008-2009) - Ana Gregoria Bravo
- Querida enemiga (2008) - Valeria de Sabogal
- Amor de mis amores (2004) - Lucía Garzón
- Bajo la misma piel (2003) - Paola

### Programas
- El equipo (2011) - Lucila

### Cine
- Expresso (2007) - Lady Italiana